# Guarniero di Kyburg
Guarniero di Kyburg, in italiano Werner, chiamato anche Wezelo, (980 circa – Castello di Falkenstein, 17 agosto 1030) fu un conte della dinastia di Kyburg degli Udalrichingi.

## Famiglia
Guarniero/Werner era figlio del conte Liutfried II di Winterthur (nato intorno al 950) e fratello del conte Adalberto I di Winterthur, a sua volta padre di Guarniero/Werner I di Winterthur (questi due Guarniero/Werner sono spesso confusi tra loro). Il padre di Luitfried, e quindi il nonno di Guarniero/Werner, era Ulrico VI di Bregenz (chiamato anche Udalrico o Otzo; prima del 926-10 agosto 955 sul Lechfeld), conte nella Rezia superiore (926) e nella Rezia inferiore (949), che ebbe quattro figli con la moglie Diepirga (Dietburga) di Sulmentingen: Udalrico VII, Marquard, Liutfried II e Gebardo.

## Biografia
Guarniero/Werner di Kyburg era amico del duca Ernesto II di Svevia. Dopo che quest'ultimo aveva iniziato una ribellione contro il suo patrigno, l'imperatore Corrado II, si rifugiò con Guarniero/Werner nel castello di Kyburg. L'imperatore Corrado fece distruggere il castello e i due fuggirono al castello di Falkenstein nella valle di Berneck vicino a Schramberg. Là furono uccisi in una battaglia senza speranza contro le truppe del vescovo di Costanza Warmann.